# 適應障礙
適應障礙（adjustment disorder）是一種精神障礙，當人們面臨重大的生活壓力或變化時，會出現不良的心理反應。這種不適應的反應通常會表現出比平常更强烈的情緒和行爲反應，導致顯著的困擾、讓人過度關注壓力因素和及其後果，以及功能受損。通常適應障礙是暫時性的，一旦個體適應了壓力因素或壓力因素消失，症狀就會隨之消失。然而，若果症狀持續，可能會發展成更嚴重的精神健康問題，如抑鬱症或焦慮症。治療適應障礙一般會透過心理治療，如認知行爲治療，也可以使用藥物治療。
適應障礙是很常見的精神障礙。成年人的終身患病率估計範圍從5%到21%不等。成年女性的診斷數字比男性多兩倍。在儿童和青少年中，女孩和男孩被診斷為適應障礙的機率相同。
1980年，適應障礙被引入《精神疾病診斷與統計手册》（DSM-III）中。
適應障礙的其他名稱包括應激反應綜合症（2013年的新名稱）和情境性抑鬱，因为這是其中最常見的症状之一。

## 病徵與症狀

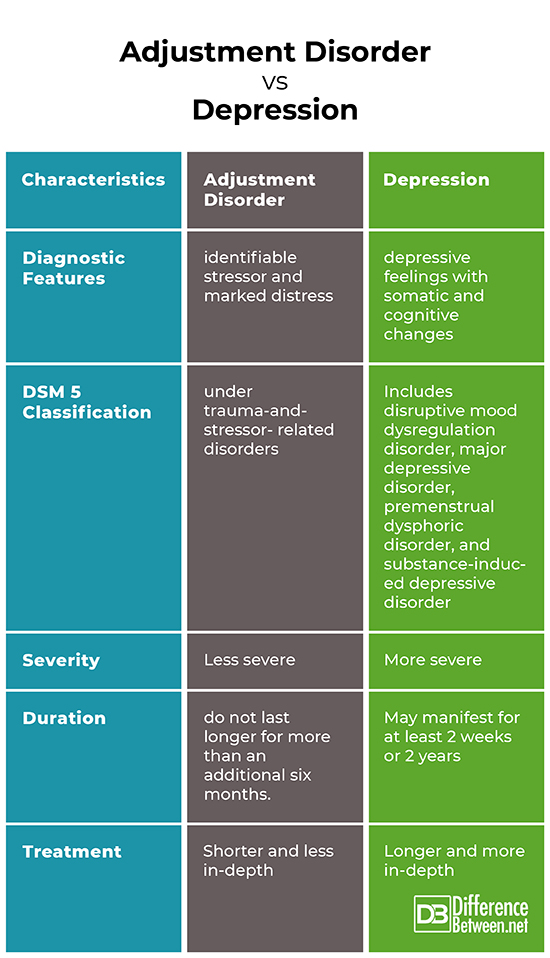
適應障礙與抑鬱症的比較（英文版）

適應障礙的一些情緒表現包括：悲傷、絕望、缺乏愉悅感、哭泣、緊張、焦慮、無望、感到不堪重負、自殺念頭、在學校/工作表現不佳等。
適應障礙的常見特徵包括輕度的抑鬱症狀、焦慮症狀和創傷壓力症狀或是三者的組合。根據DSM-5，適應障礙以主要症狀分爲六種類型，分別為：情緒低落、焦慮、抑鬱與焦慮混合、行爲障礙、情緒與行爲混合障礙以及未明確的類型。然而，這些症狀的詳細標準沒有進一步確認。
適應障礙可能是急性或慢性的，這取決於其持續時間是否超過六個月。根據DSM-5，如果適應障礙持續時間不足六個月，則視爲急性。如果症狀持續超過六個月，則視爲慢性。:679然而，與壓力相關的困擾不只是現有心理疾病的加重程度。
不同於重度抑鬱症，調整障礙是由外部壓力因素引發，一般情況下當個體能夠適應外部壓力時，情況就會解決。這種疾病與焦慮症不同，因爲焦慮症缺乏壓力因素，而創傷後壓力症和急性壓力症通常與更强烈的壓力因素有關。
各年齡段的適應障礙患者中，均有嚴重的自殺行爲問題，高達五分之一的青少年自殺者可能患有適應障礙。Bronish和Hecht（1989）發現，在一系列患有適應障礙的患者中，70%在首次入院前曾嘗試自殺，而且他們的康復速度比患有重度抑鬱症的對照組更快。Asnis等人（1993）發現，與重度抑鬱症患者相比，適應障礙患者有持續的自殺念頭或自殺企圖的頻率較低。根據對一家診所的82名適應障礙患者的研究，Bolu等人（2012）發現其中有22人（26.8%）因自殺未遂而入院，這與先前的研究發現一致。此外，他們發現這22名患者中有15人選擇了較高機會獲救的自殺方式。Henriksson等人（2005）的統計顯示，壓力源約有一半與父母有關，三分之一與同龄人有關。
有一個關於適應障礙的假設是，它可能是一種亞臨床閾值綜合症。
某些國家的衛生部門認爲，職業過勞可歸類為適應障礙。

## 亞型及其症狀
適應障礙有六種不同的亞型，它们都是基于主要症状而分類的。
這些亞型如下：
- 伴隨抑鬱情緒：抑鬱、絕望、对以前喜愛的嗜好失去興趣或樂趣、易淚
- 伴隨焦虑：焦虑、壓倒性情緒、注意力不集中、擔憂、分离焦虑（在兒童中常見）
- 焦虑及抑鬱混合：上述两种亚型症状的组合
- 伴隨行为障碍：破坏性行为、鲁莽行为、叛逆行爲
- 情绪和行为混合：上述两种亚型症状的组合
- 未明确：不属于上述亚型的症状；通常包括身体症状和不參與日常活动

## 風險因素
反復經歷創傷的人，即使創傷是在過去發生的，他們也有更大的風險患上適應障礙。年齡也是一個因素，幼兒擁有的應對資源較少，而且他們較難意識到潛在壓力源的後果。
壓力源通常是一個嚴重而且不尋常的事件，可以是個人或群體經歷。適應障礙可以源自各種壓力源，這些壓力源可能是創傷性的或相對較小的，例如分手、成績欠佳或搬遷。人們認爲，壓力源發生頻率越高，就越可能發生適應障礙。壓力源的客觀性并不重要，當患者將壓力源視爲壓力時，壓力源才會有致病的潛力。如果要診斷適應障礙，則需要確認壓力源的成因。
不同年齡段常見的壓力源也有不同：
成年期：
- 婚姻矛盾
- 財務糾紛
- 自己、配偶或子女的健康問題
- 死亡或個人損失等悲劇
- 事業或不穩定的就業條件，例如企業倂購或裁員

青春期和兒童：
- 家庭矛盾或父母離異
- 學業問題或轉校
- 與性相關的問題
- 家庭成員死亡、患病或創傷

1990年至1994年，一項研究收集了89名在精神科門診就診的青少年的資料，當中25%的人曾嘗試自殺，37.5%曾濫用酒精，87.5%有攻擊性行爲，12.5%存在學習困難，87.5%有焦慮症狀。

## 治療
一些治療抑鬱或焦慮的治療方法可以用於治療患有適應障礙和抑鬱或焦慮症狀的人。一些藥物可以用來幫助症狀較爲嚴重，單靠心理治療可能無法緩解的患者。如果患者正考慮服用藥物，應先咨询醫生。具體的治療方法需根據每個人的治病因素而定，包括但不限於年齡、症狀嚴重程度、適應障礙類型和個人意願。
治療方法包括：
- 個人心理治療
- 家庭治療
- 同儕群體治療
- 藥物治療

除了專業治療外，家長和照顧者可以通過以下方式幫助孩子適應困難：
- 鼓勵孩子談論他們的情緒
- 提供支持和理解
- 讓孩子明白他们的反應是正常的
- 與老師合作，關注他們在學校的情況
- 讓孩子在家裏做一些簡單的決定，例如晚餐吃什麽或看什麽電視節目
- 讓孩子參加自己喜歡的活動